# Enfermería familiar y comunitaria
La enfermería comunitaria es la parte de la enfermería que desarrolla y aplica de forma integral, en el marco de la salud pública, los cuidados al individuo, la familia y la comunidad en el equilibrio inestable del proceso salud-enfermedad. El profesional de enfermería comunitaria contribuye de forma específica a que los individuos, familia y comunidad adquieran habilidades, hábitos y conductas que fomenten su autocuidado en el marco de la atención primaria de salud (APS), la cual comprende promoción, protección, recuperación y rehabilitación de la salud, además de la prevención de la enfermedad.

## Roles
Este rol es diferente al de la enfermería asistencial que casi exclusivamente ofrece atención directa y acciones dependientes o interdependientes. A diferencia de esto la enfermería comunitaria enfatiza sus acciones en la promoción de la salud y prevención de la enfermedad,  comunidad como el lugar a donde se deben dirigir los esfuerzos y el trabajo interdisciplinario, con la finalidad de fortalecer las conductas saludables y mejorar la calidad de vida de la población.
Uno de los objetivos principales del enfermero comunitario, consiste en poder potenciar las capacidades de salud de las personas, transformando la dependencia en una autonomía mediante el autocuidado.
De esta manera el individuo participa directamente y activamente en la prevención de la enfermedad; toma conciencia de su rol y aprende del personal de salud en este caso del personal de enfermería.
Una revisión sistemática de 15 estudios, la mayoría realizados en Asia, particularmente China, y uno en Sudáfrica, encontró evidencia de que la rehabilitación comunitaria genera un impacto positivo en personas con discapacidades. De seis estudios centrados en personas con discapacidades físicas, tres mostraron efectos beneficiosos para casos de apoplejía. Uno demostró un efecto beneficioso en casos de artritis y otro en personas con enfermedad pulmonar obstructiva crónica. Los nueve estudios centrados en casos de discapacidad mental mostraron efectos beneficiosos en esquizofrenia, demencia y discapacidad intelectual. Resulta necesaria una evaluación costo-efectividad de las rehabilitaciones que permita evaluar la asignación de los recursos.